# Archäologisches Bezirksmuseum Paphos

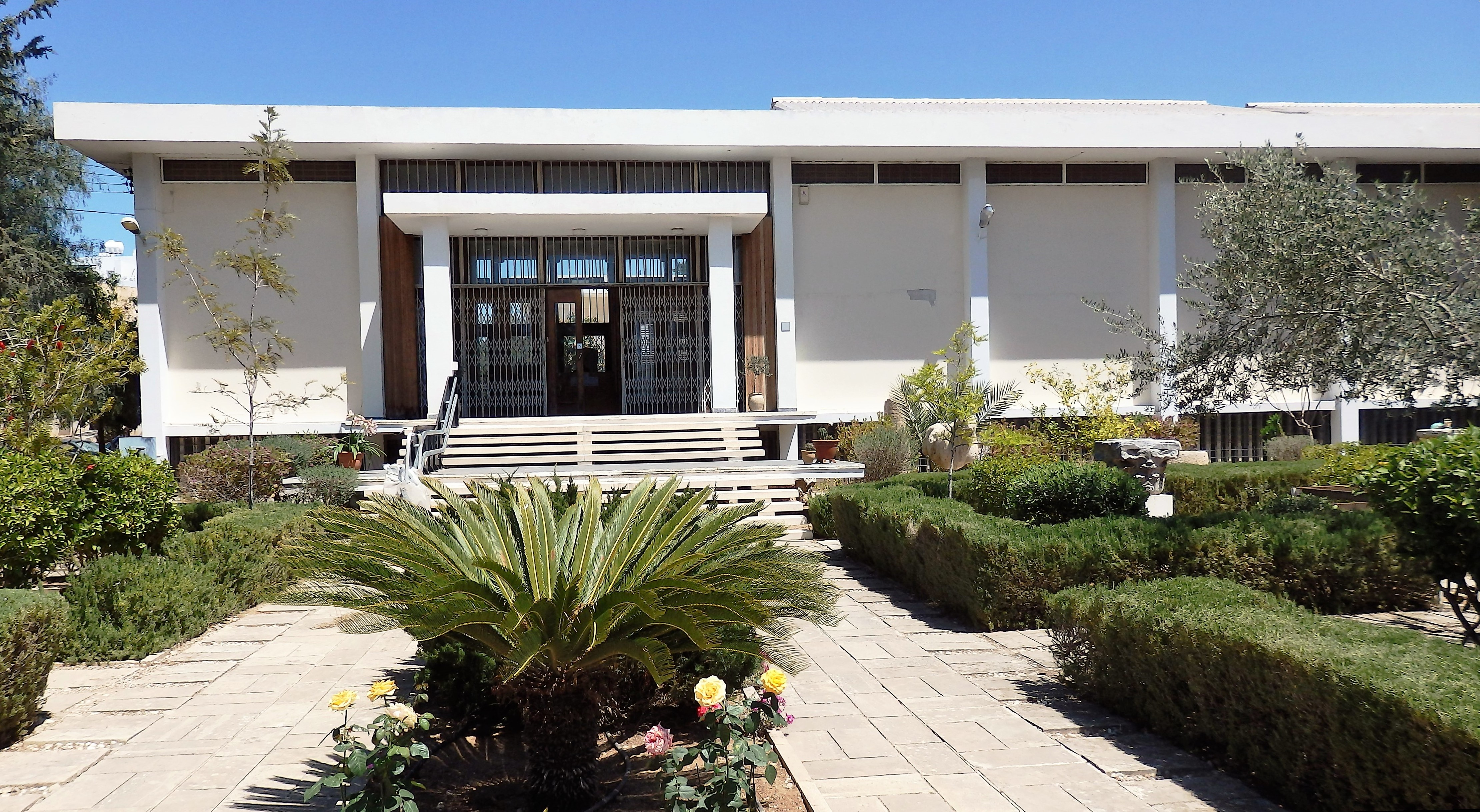
Eingang des Archäologischen Museums Paphos

Das Archäologische Bezirksmuseum Paphos (griechisch Αρχαιολογικό Μουσείο Πάφου) liegt in der Oberstadt von Paphos auf Zypern.

## Lage
Es liegt in der Georgiou Griva Digeni 42 in der Nähe des Stadtparks und eines Ensembles klassizistischer Bauten des frühen 20. Jahrhunderts. Hinter dem Museumsgebäude sind innerhalb des umzäunten Bereichs weitere größere Funde unter einer überdachten Galerie zu besichtigen.

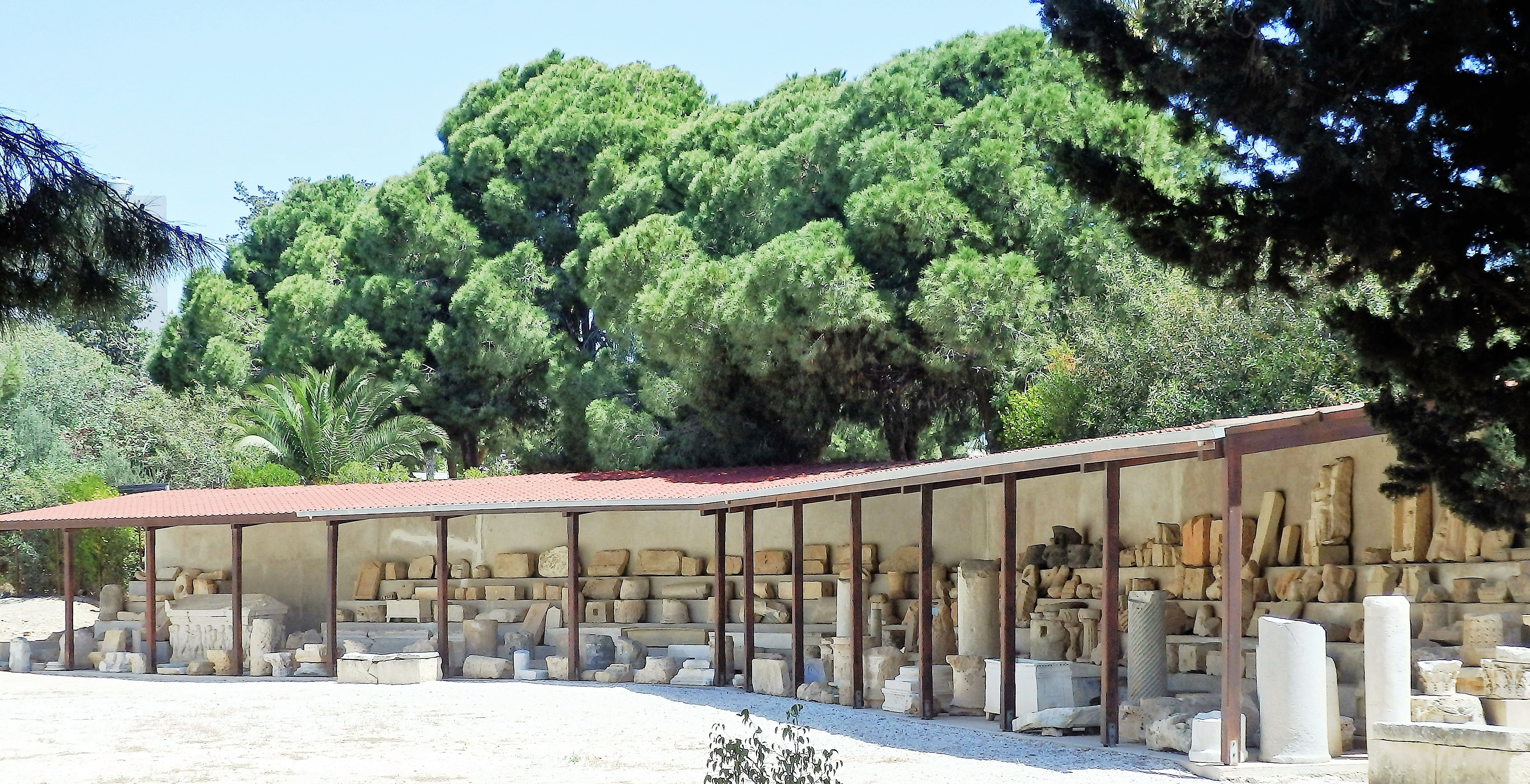
Außengalerie des Archäologischen Museums Paphos

## Entstehung
Das Museum wurde 1964 gegründet, kurz nachdem Zypern 1960 aufgrund des Zürcher und Londoner Abkommens die Unabhängigkeit von Großbritannien erlangt hatte. Finanziert wird es von staatlichen Trägern Zyperns. Viele Exponate waren bereits zuvor in der Sammlung des Türkischen Bades vorhanden. 1989 wurde das Museum um den Westflügel erweitert und hat nun fünf Ausstellungsräume und eine Außengalerie zur Verfügung. Der Zugang ist inzwischen barrierefrei möglich.

## Exponate
Gezeigt werden in chronologischer Reihenfolge archäologische Funde auf Zypern. Diese reichen vom Neolithikum (Funde aus Lemba und Choirokoitia) über die Bronzezeit, den Hellenismus und die Römische Kaiserzeit bis zur Herrschaft der Lusignan und dem Ende des Spätmittelalters. Die Sammlung zeigt insbesondere die Entwicklung der Keramik auf Zypern. Zu ihren Exponaten gehören eine Sammlung von Wärmflaschen für verschiedene Körperteile und ein repräsentativer Überblick über die Verwendung, Formen und Herkunft von Amphoren im Mittelmeerraum.

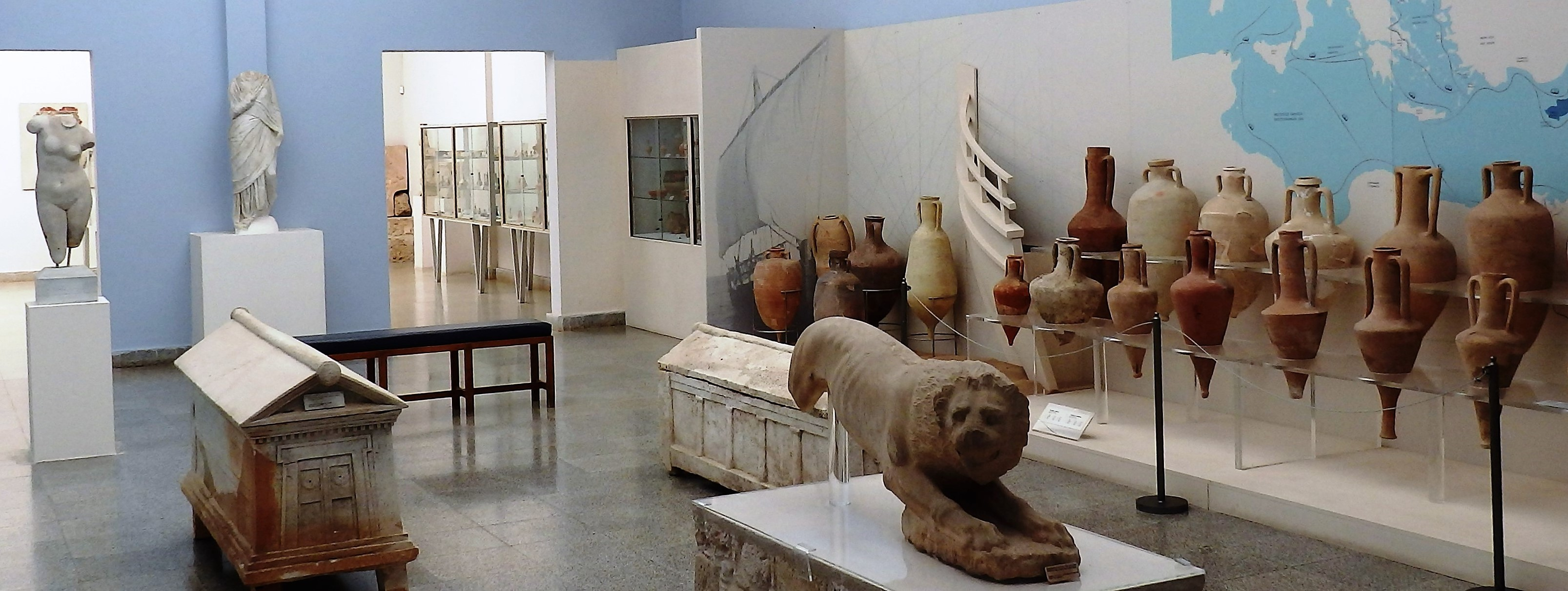
Ausstellungssaal Antike
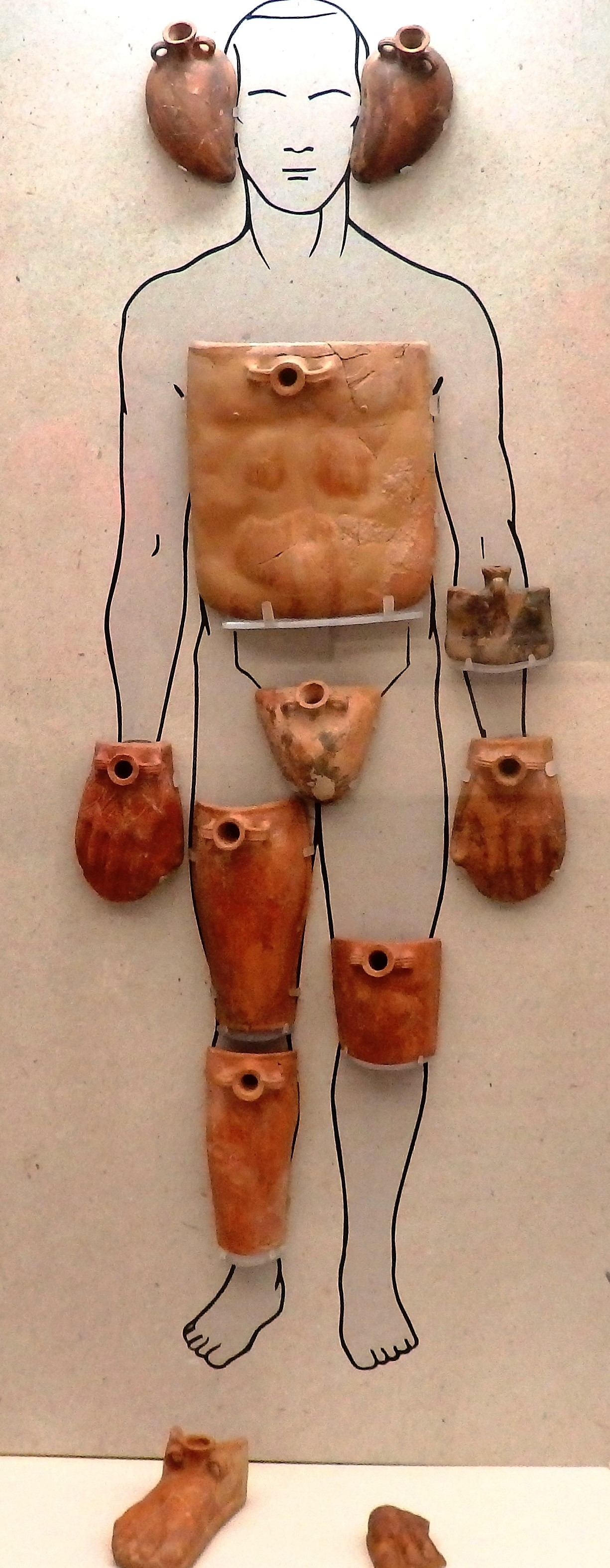
Wärmflaschen für verschiedene Körperteile, Antike (1. Jh. v. Chr. – 1. Jh. n. Chr.)
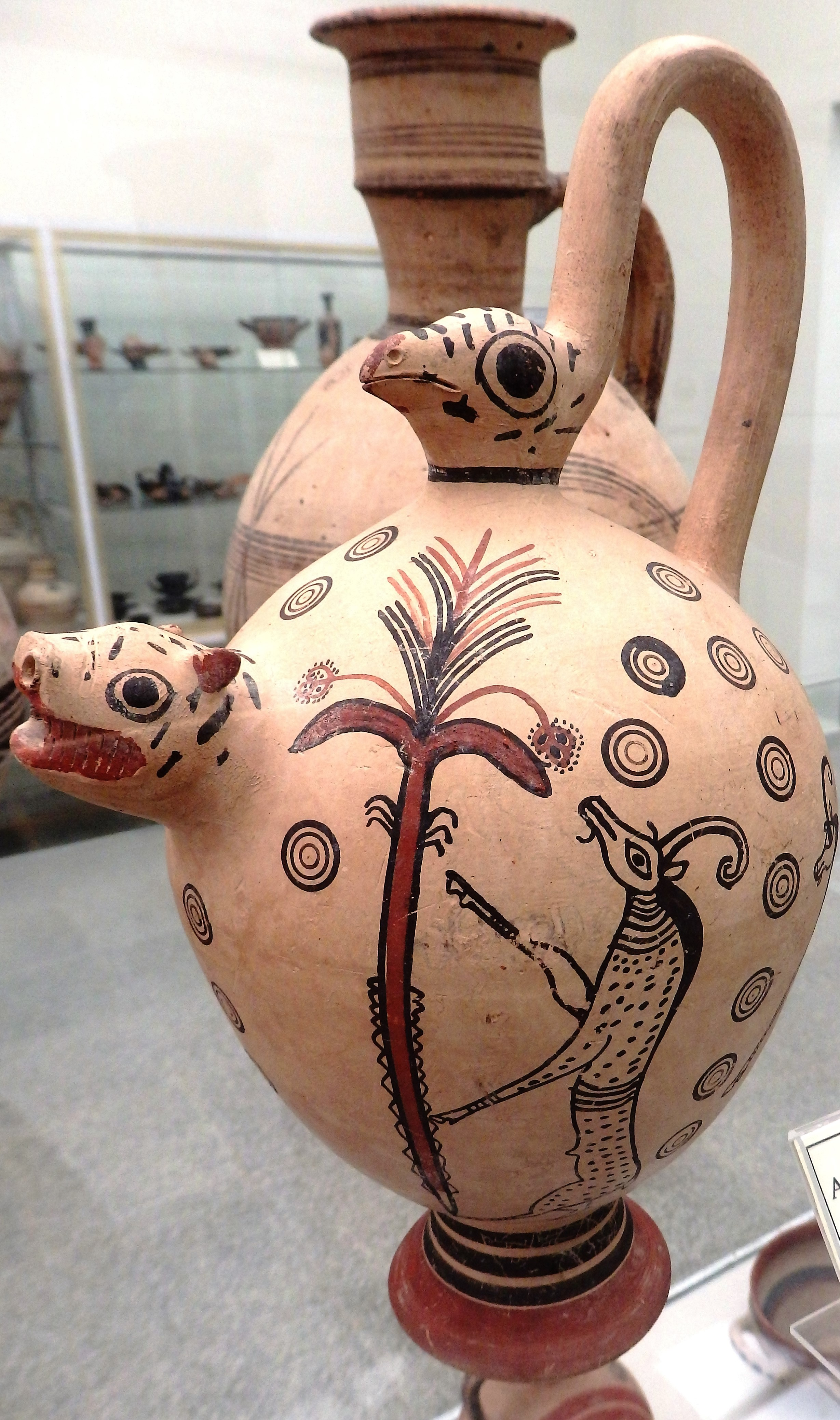
Askos, 8. bis 7. Jahrh. v. Chr.
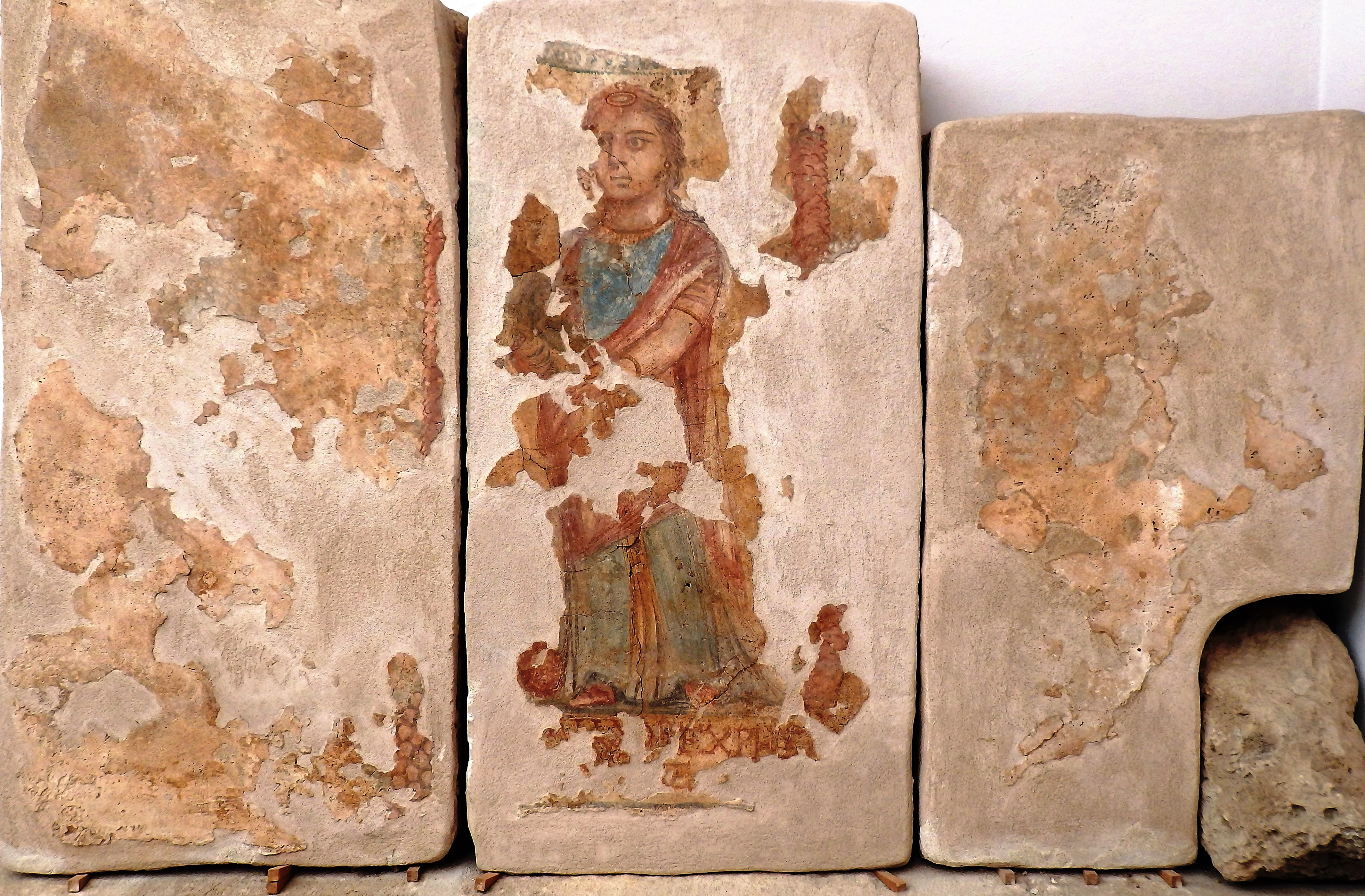
Wandmalerei, römisch, 1. bis 2. Jahrh. n. Chr.
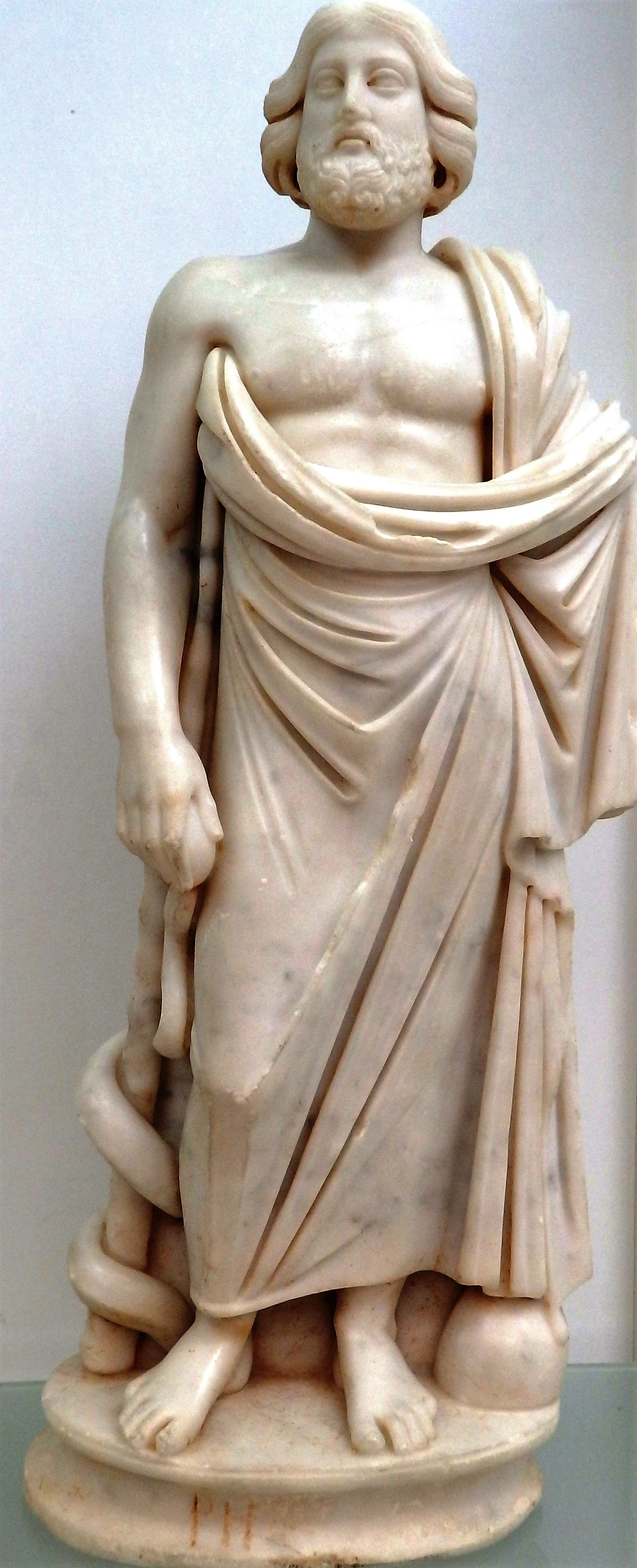
Marmorstatue aus Nea Paphos, hellenistische Periode
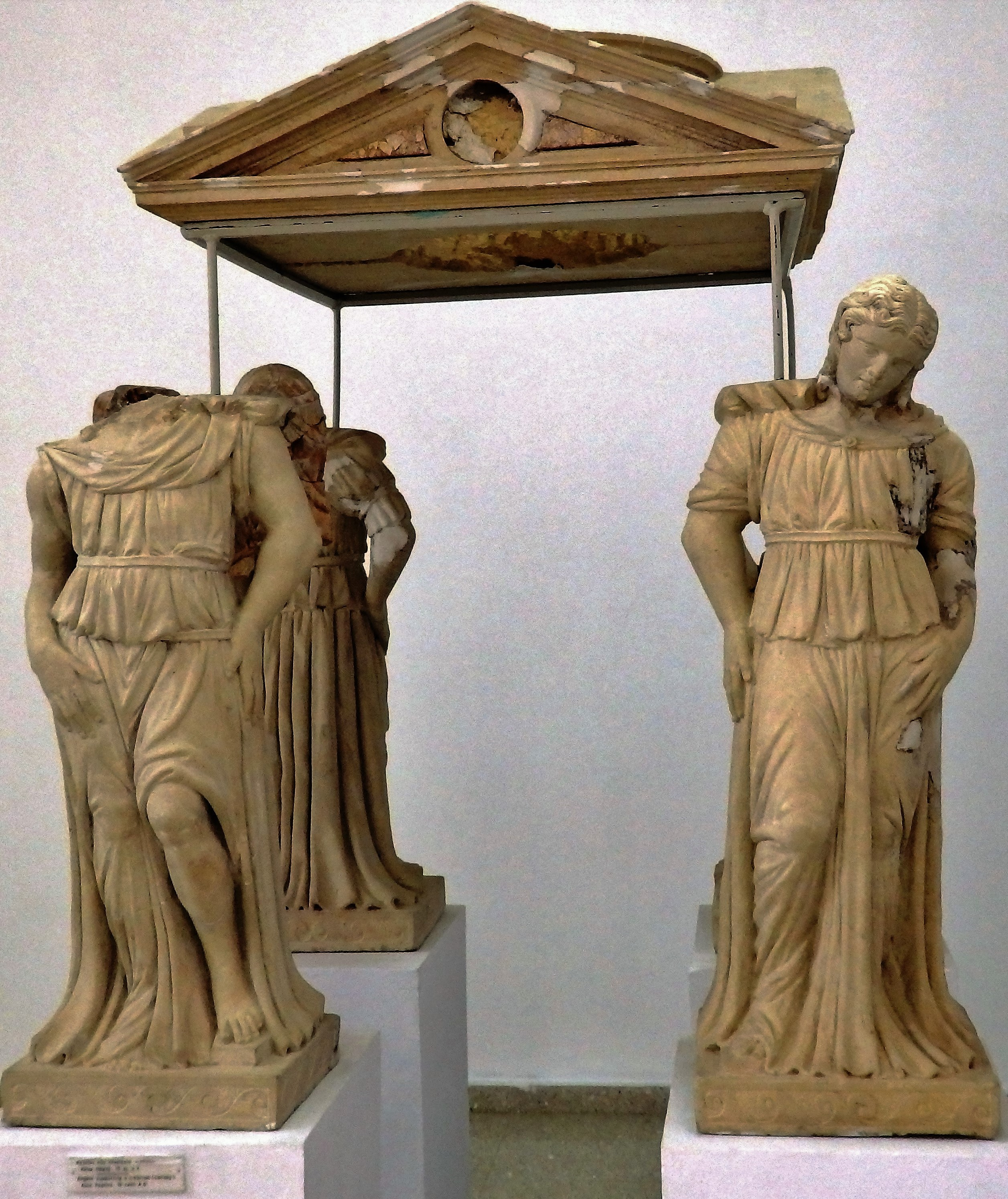
Engel tragen ein Ziborium (Altaraufbau), 15. Jahrhundert